# Le Vin de Paris
Le Vin de Paris est un recueil de nouvelles de Marcel Aymé, publié en 1947.
Les huit récits qui le composent ont pour point commun de se dérouler à Paris pendant (ou juste après) l’Occupation allemande. Le premier d'entre eux, L’Indifférent, s'inspire librement de l'affaire Petiot. Les thèmes abordés sont liés aux préoccupations de cette époque : la pénurie, la lâcheté, la collaboration etc.
Trois de ces nouvelles ont été transposées à l'écran : La Traversée de Paris (1956) au cinéma, La Bonne Peinture (1967) et La Grâce (1979) à la télévision.

## L’Indifférent
Il sort de prison, où il vient de purger une peine de huit mois, et n’éprouve aucun scrupule ni remords. Aussi ne fait-il aucune objection lorsqu’on lui propose, en guise de travail, de parcourir la campagne en trucidant les fermiers pour leur dérober leur argent. En revanche, il fonctionne au sentiment, et lorsqu’il apprend que son patron envisage d’assassiner l’ancienne maîtresse de son père, il y voit comme un « abus de confiance ». Son intervention consistera à laisser les protagonistes s’entretuer avec un revolver et peu lui importe que l’un ou l’autre s’en sorte vivant...

## Traversée de Paris
Durant l'Occupation, deux compères entreprennent nuitamment la traversée de Paris afin de livrer un cochon découpé dans des valises. Toutefois, si le premier, Martin, est un gars honnête et courageux, le second, Grandgil, se révèle vite antipathique : il extorque de l’argent à Jamblier, le propriétaire du cochon, traite les tenanciers d’un bar de « salauds de pauvres » et assomme un agent de police. Lorsque, Martin découvre que Grandgil est un peintre aisé qui n’est là que pour s’amuser, il entre en fureur et, au cours de la bagarre qui s’ensuit, le poignarde avec son couteau. Plus tard, il se livre à la police avec un sentiment de justice accomplie.

## La Grâce
Un brave homme, pieux et modéré, se retrouve un jour affublé d’une auréole. Estimant « qu’il vaut mieux être bien vu de sa concierge que de son créateur », son épouse le pousse à se débarrasser de l’encombrant accessoire en commettant successivement chacun des sept péchés capitaux. Non seulement il n’y parvient pas, mais en plus il se complaît tellement dans le vice qu’il finit par exercer le métier de maquereau sur les boulevards parisiens.

## Le Vin de Paris
Un employé de bureau pauvre sombre dans le délire en raison d’une privation de vin. Pris d’hallucinations, il confond bientôt ses congénères avec des bouteilles et se précipite sur eux équipé d’un tire-bouchon. On l’incarcère dans un asile d’aliénés où il est, malheureusement pour lui, soigné à l’eau de Vittel.

## Dermuche
Dermuche est un simple d’esprit ayant assassiné trois rentiers pour leur voler un plat à musique. Le matin du 24 décembre, jour de son exécution, on le retrouve dans sa cellule transformé en nourrisson. Après quelques hésitations, les autorités décident de quand même l'exécuter. On apprend alors que les trois rentiers sont ressuscités. Voulant rendre son innocence à l'assassin, la main divine avait donc également effacé son péché.

## La Fosse aux péchés
L’histoire délirante des passagers d’un paquebot, adorateurs du veau d’or, qui se retrouvent en enfer pour expier leurs péchés. Un pasteur, volant à leur secours, lutte avec l’incarnation des sept péchés capitaux, dont il se défait avec aisance, et parvient à les sauver.

## Le Faux Policier
Pour nourrir sa famille, un modeste comptable se déguise en policier pour extorquer de l’argent à des criminels. Épris de justice, il les assassine également. Mais le jour où sa nouvelle maîtresse lui fait raser sa moustache, il cesse d’être crédible et se fait arrêter par la police.

## La Bonne Peinture
Un peintre montmartrois découvre un beau jour que sa peinture a la faculté de nourrir le corps. Il devient immédiatement célèbre et un enjeu politique majeur en ces temps de pénurie d’après-guerre. Fort heureusement, de nombreux autres peintres développent le même talent et font ainsi régner une ère d’abondance.